# Champernowne-állandó
A matematika, azon belül a transzcendenciaelmélet területén a C10 Champernowne-állandó egy transzcendens valós állandó, aminek a tízes számrendszerbeli kifejtése fontos tulajdonságokkal rendelkezik. Nevét David Champernowne közgazdász-matematikusról kapta, aki még egyetemistaként cikket jelentetett meg róla 1933-ban.
Tízes számrendszerban a számot az egymást követő természetes számok egymás után írásával állítjuk elő:
C10 = 0,12345678910111213141516…  (A033307 sorozat az OEIS-ben).
Hasonló módon más számrendszerekben is elő lehet állítani Champernowne-állandókat, lásd például:
C2 = 0,11011100101110111… 2
C3 = 0,12101112202122… 3.
A Champernowne-konstans pontosan kifejezhető végtelen sor formájában:
{\displaystyle C_{10}=\sum _{n=1}^{\infty }\sum _{k=10^{n-1}}^{10^{n}-1}{\frac {k}{10^{n(k-10^{n-1}+1)+9\sum _{\ell =1}^{n-1}10^{\ell -1}\ell }}}}
és ez a sor általánosítható tetszőleges b számrendszerre, ha a képletben a 10-et, illetve a 9-et b-re, illetve b − 1-re cseréljük.
A Champernowne-szó vagy Barbier-szó alatt a Ck számjegyeinek sorozata értendő.

## Normalitás
Egy x valós szám akkor normális, ha számjegyei minden számrendszerben egyenletes eloszlásúak: minden számjegy egyforma valószínűséggel fordul elő, minden számjegypáros, számjegyhármas stb. egyforma valószínűséggel fordul elő;  x adott b számrendszerben normális, ha számjegyei b számrendszerben felírva egyenletes eloszlást követnek.
Ha számjegyek láncolatát [a0,a1,...]-vel jelöljük, egy normális számnál arra számítunk, hogy tízes számrendszerben a [0],[1],[2],...,[9] mindegyike 1/10 valószínűséggel, a [0,0],[0,1],...,[9,8],[9,9] 1/100 valószínűséggel jelentkezne.
Champernowne bebizonyította, hogy {\displaystyle C_{10}} tízes számrendszerben normális, bár előfordulhat, hogy más számrendszerekben nem az.

## Lánctörtbe fejtés

A Champernowne-állandó lánctört alakjának első 161 nevezője. A 4., 18., 40. és 101. nevező jóval nagyobb 270-nél, ezért nem jelenik meg az ábrán.

A Champernowne-állandó lánctört alakjának első 161 nevezője logaritmikus skálán.

A Champernowne-konstans egyszerű lánctörtbe fejtését is tanulmányozták. Kurt Mahler megmutatta a konstansról, hogy transzcendens; ebből az is nyilvánvaló, hogy lánctört alakja nem véges (mivel nem racionális) és nem periodikus (mivel nem racionális együtthatós másodfokú egyenlet megoldása).
A lánctörtbe fejtéskor kapott tagok rendkívül kiszámíthatatlanul viselkednek, az egészen kicsi tagok között meglepetésszerűen hatalmas nagyok is megjelennek. Például tízes számrendszerben:
C10 = [0; 8, 9, 1, 149083, 1, 1, 1, 4, 1, 1, 1, 3, 4, 1, 1, 1, 15,
4 57540 11139 10310 76483 64662 82429 56118 59960 39397 10457 55500 06620 04393 09026 26592 56314 93795 32077 47128 65631 38641 20937 55035 52094 60718 30899 84575 80146 98631 48833 59214 17830 10987,
6, 1, 1, 21, 1, 9, 1, 1, 2, 3, 1, 7, 2, 1, 83, 1, 156, 4, 58, 8, 54, ...]. (A030167 sorozat az OEIS-ben)
A sorozat 19. eleme 166 jegyű, a következő igen nagy tag, a 41. pedig 2504 számjegyből áll. Az ilyen óriási méretű tagok megjelenése másként megfogalmazva azt jelenti, hogy az óriási méretű tagok előtti számok a Champernowne-állandó kivételesen jó diofantikus approximációját adták. Például a negyedik nevezőnél elvágva a {\displaystyle 10/81=0,{\overline {123456790}}} részösszeget kapjuk, ami mintegy 1 · 10−9 hibataggal közelíti a Champernowne-állandót, míg a 18. nevezőnél elvágva:
{\displaystyle {\frac {60499999499}{490050000000}}=0,123456789{\overline {101112\ldots 96979900010203040506070809}},}
ami a Champernowne-állandót kb. 9 · 10−190 hibával közelíti.

## Az irracionalitás mértéke
A {\displaystyle C_{10}} irracionalitásának mértéke éppen {\displaystyle \mu (C_{10})=10}, általánosabban pedig {\displaystyle \mu (C_{b})=b} bármely {\displaystyle b\geq 2} alapszámra.